# Jack Finney
Jack Finney (n. 2 octombrie 1911 – d. 14 noiembrie 1995) a fost un scriitor american. Cele mai cunoscute lucrări ale sale sunt din domeniul științifico-fantastic și thriller, inclusiv „Jefuitorii de trupuri” („The Body Snatchers”) și „Time and Again”. Romanul „The Body Snatchers” a stat la baza filmului „Invazia jefuitorilor de trupuri” din 1956 și a refacerilor sale: „Invazia jefuitorilor de trupuri” (1978), „Jefuitori de trupuri” (1993) și „Invazia” (2007).

## Lucrări

### Povestiri
- "Someone Who Knows Told Me …", Cosmopolitan (Non-Fiction) (dec, 1943)
- "The Widow's Walk", Ellery Queen's Mystery Magazine (iul, 1947)
- "Breakfast in Bed", Collier's (mai, 1948)
- "The Little Courtesies", Collier's (iun, 1949)
- "A Dash of Spring", Cosmopolitan (iun, 1949)
- "I Like It This Way", Collier's (iun, 1950)
- "My Cigarette Loves Your Cigarette", Collier's (sept, 1950)
- "Such Interesting Neighbors", Collier's (ian, 1951)
- "One Man Show", Collier's (iun, 1951)
- "I'm Scared", Collier's (sepr, 1951)
- "It Wouldn't be Fair", Ellery Queen's Mystery Magazine (nov, 1951)
- "Obituary" (co-written with C.J. Durban), Collier's (febr, 1952)
- "Quit Zoomin' Those Hands Through the Air", The Magazine of Fantasy and Science Fiction (dec, 1952)
- "Of Missing Persons" (1955)
- "Man of Confidence", Good Housekeeping (sept, 1955)
- "Second Chance", Good Housekeeping (apr, 1956)
- "Contents of the Dead Man's Pocket", Good Housekeeping (iun, 1956)
- "The Love Letter", Saturday Evening Post (1 august 1959)
- "The U-19’s Last Kill", Saturday Evening Post (1959)
- "The Other Wife" (sau The Coin Collector),  Saturday Evening Post (ian, 1960)
- "An Old Tune" (sau Home Alone), McCall's (oct, 1961)
- "Old Enough for Love", McCall's (mai, 1962)
- "The Sunny Side of the Street", McCall's (oct, 1962)
- "Time Has No Boundaries" (sau The Face in the Photo), Saturday Evening Post (oct13, 1962)
- Hey, Look at Me! (1962)
- Lunch Hour Magic (1962)
- Where the Cluetts Are (1962)

### Romane
- 5 Against the House (1954)
- The Body Snatchers (1955)
- The House of Numbers (1957) (ecranizat ca House of Numbers)
- Assault on a Queen (1959)
- Good Neighbor Sam (1963)
- The Woodrow Wilson Dime (1968)
- Time and Again (1970)
- Marion's Wall (1973)
- The Night People (1977)
- From Time to Time (1995)

### Colecții de povestiri
- The Third Level (1957) retipărită în Anglia ca The Clock of Time (1958)
- I Love Galesburg in the Springtime (1963)
- Forgotten News: The Crime of the Century and Other Lost Stories (1983) (Non-ficțiune)
- About Time (1986) (conține  The Third Level și I Love Galesburg in the Springtime)
- Three by Finney (1987) (conține The Woodrow Wilson Dime, Marion's Wall și The Night People)

### Piese de teatru
- Telephone Roulette: A Comedy in One Act (1956)
- This Winter's Hobby: A Play (1966)

## Ecranizări
- 5 Against the House (1955, film de Phil Karlson cu Guy Madison, Kim Novak și Brian Keith)
- Invasion of the Body Snatchers (1956)
- House of Numbers (1957, film noir de Russell Rouse cu Jack Palance)
- Good Neighbor Sam (1964, film de David Swift cu Jack Lemmon, Romy Schneider și Dorothy Provine)
- Assault on a Queen (1966, film de Jack Donohue bazat pe The U-19's Last Kill cu Frank Sinatra, Virna Lisi și Anthony Franciosa)
- Invasion of the Body Snatchers (refacere din 1978)
- Maxie (1985, film de Paul Aaron cu Glenn Close, Mandy Patinkin și Ruth Gordon; bazat pe Marion's Wall)
- Body Snatchers (1993, refacere a Invasion of the Body Snatchers)
- The Love Letter (1998, film TV de Dan Curtis ci Campbell Scott, Jennifer Jason Leigh, David Dukes și Estelle Parsons; bazat pe povestirea omonimă)
- The Invasion (2007, refacere a Invasion of the Body Snatchers)

Filmul din 1980 Undeva, cândva este o adaptare a romanului din 1975 Bid Time Return de Richard Matheson, care a scris și scenariul filmului, dar folosește tehnici de călătorie în timp descrise în romanele lui Jack Finney: Time and Again și About Time.